# Schwäbische Hausfrau

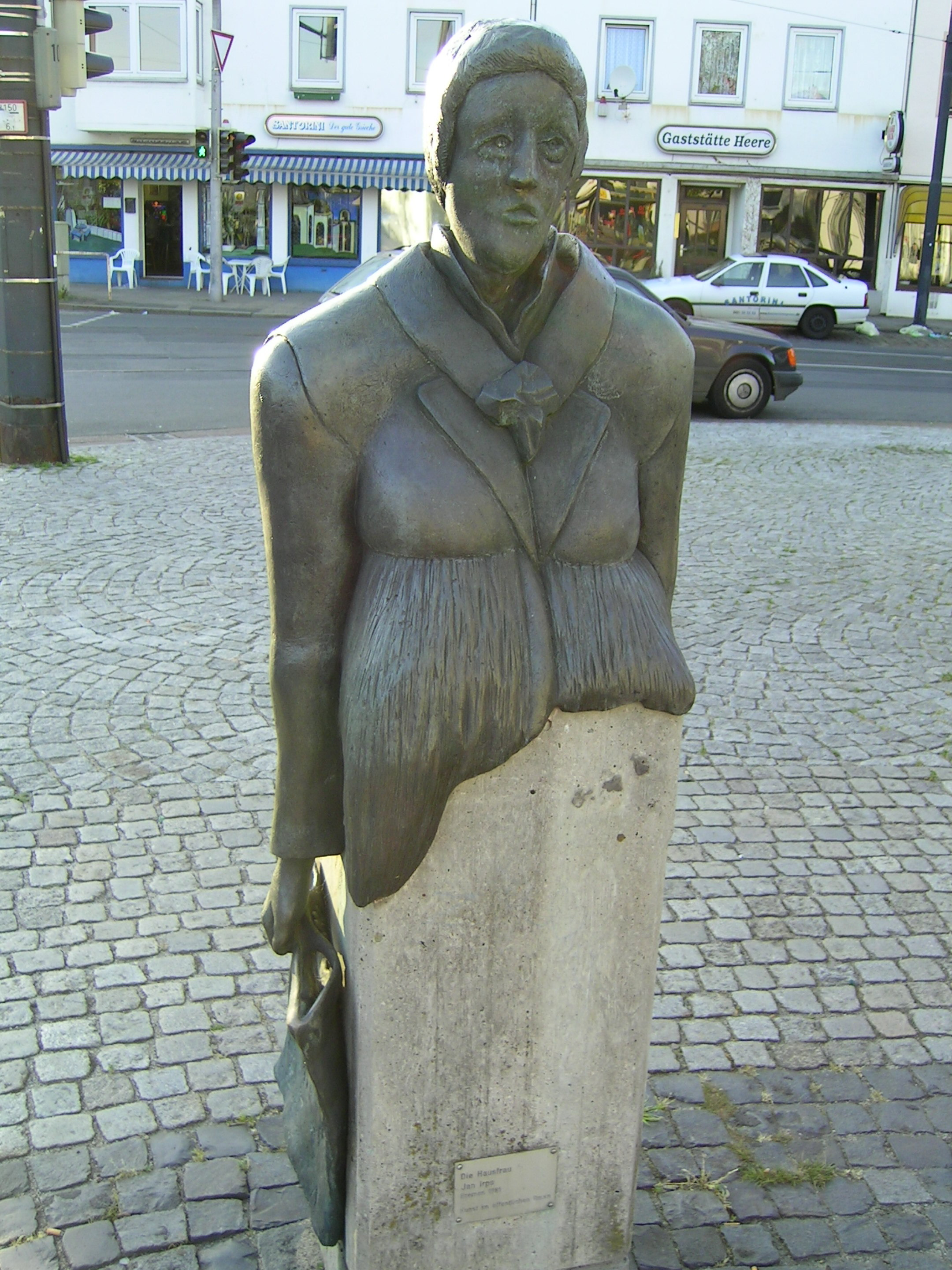
Die Hausfrau, monumento alla casalinga tedesca in Wartburgplatz, nella città di Brema

Schwäbische Hausfrau (in italiano: casalinga sveva, Swabian housewife nella letteratura anglosassone) è un'espressione idiomatica del lessico giornalistico e politico tedesco, con la quale si dà forma a uno stereotipo dell'immaginario collettivo, quello della tipica donna di casa della regione storica della Svevia, austera testimone di un ethos di saggezza frugale e parsimoniosa.
L'espressione viene usata di frequente nel dibattito politico ed economico tedesco, in particolare nei periodi di crisi e mutamenti economici, tanto da essere assurta alla dimensione di una sorta di mito collettivo. Per certi versi è l'equivalente della casalinga di Voghera nel lessico italiano.

## Stereotipo
Lo stereotipo incarna una percezione che associa alla casalinga sveva alcuni attributi tradizionali, come la modestia della condizione sociale (lo stereotipo la vuole di umili origini e non dotata di alti livelli di istruzione) e l'adozione di costumi di vita parchi e parsimoniosi, che vedono tuttavia questa figura come portatrice di antiche doti di saggezza tradizionale, senso pratico e solido buonsenso, caratteristiche che fanno di lei una sorta di modello, capace di esprimere visioni e  giudizi assennati e illuminanti sulle questioni più disparate di politica, economia, finanza, anche quando queste, talvolta, si presentano in forme così complesse da poter trarre in inganno perfino esperti, commentatori ed economisti (nel dibattito politico, è stata chiamata in causa nella temperie della crisi dei subprime, della crisi del debito, della Grande recessione, ma anche in occasioni di pubbliche discussioni che hanno visto sul tappeto operazioni politico-finanziarie oggetto di controversie).

## Uso nel dibattito politico

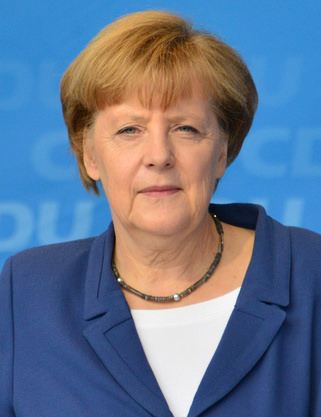
Angela Merkel ha fatto spesso ricorso all'espressione nei commenti politici

In particolare, la figura della casalinga sveva è spesso sventolata, in modo improprio e mitizzante, per rievocare e vagheggiare un ethos improntato alla morigeratezza dei costumi, al basso profilo della condotta esteriore, alla moderazione nei consumi, all'attenzione nella spesa e alla cautela negli acquisti: spesso la figura viene utilizzata come strumento per stigmatizzare condotte di segno opposto. Questo può avvenire per fini interni alla Germania o, anche, per esprimere giudizi su un orizzonte di politica internazionale. 
È stata usata, ad esempio, per esaltare virtù etiche e stili di vita parsimoniosi (attributi, questi, intesi come tipicamente svevi, ma riconducibili anche, per estensione, all'intera nazione germanica), in contrapposizione alle condotte di tutt'altro segno esibite da paesi stranieri, come quelli dell'Europa meridionale (i cosiddetti PIGS: Italia, Grecia, Portogallo, Spagna), percepiti come soggetti incuranti delle ristrettezze e inclini alla prodigalità, e avvezzi a stili di vita esuberanti e sopra le righe, condotte il cui  perseguimento richiede lo sperpero di risorse finanziarie ben oltre le proprie disponibilità economiche. 
La figura della casalinga sveva è stata tirata in ballo in più occasioni dalla cancelliera tedesca Angela Merkel, talvolta come antidoto contro la grande recessione europea degli anni 2000 e 2010, talaltra come immaginaria interlocutrice dal giudizio infallibile su comportamenti da tenere di fronte a questioni economiche e finanziarie, in frasi del tipo "chiedere alla casalinga sveva", come quella pronunciata da Angela Merkel nel 2008, nell'analisi della incipiente crisi economica europea: "Bastava chiederlo alla casalinga sveva e lei ci avrebbe dispensato un po' della sua conoscenza su come vanno le cose del mondo. Non si può vivere sempre al di sopra dei propri mezzi". In altri casi, è stata evocata come severo giudice che esprime la sua disapprovazione su ardite operazioni economiche e su vicende finanziarie considerate sbagliate o inopportune.

### Critiche allo stereotipo
L'uso politico dello stereotipo della casalinga sveva quale modello comportamentale riceve critiche da parte di molti economisti e commentatori: in particolare, si fa notare come i costumi morigerati sottesi alla figura della casalinga sveva, se estesi da una dimensione microeconomica a una più larga scala macroeconomica, sono in grado di produrre quel fenomeno economico noto come paradosso della parsimonia (ted.: Sparparadoxon), risalente alla teorizzazione di John Maynard Keynes: secondo tale paradosso, che esprimerebbe, quindi, una fallacia compositionis (fallacia di composizione): l'adozione generalizzata di comportamenti orientati al risparmio (che sono virtuosi a livello di scelta individuale o di singola azienda) può produrre, a livello aggregato, l'effetto inverso di un risparmio totale che rimane invariato, con ripercussioni negative sul ciclo economico in tempi di crisi.